# Les Collades (Navès)
Les Collades és un indret situat a 1.213,4 metres d'altitud del municipi de Navès (Solsonès) situada sota la Serra de Busa